# Eudaronia jaffaensis
Eudaronia jaffaensis is een slakkensoort, de plaatst in de familie van de Eudaroniidae. De wetenschappelijke naam van de soort is voor het eerst geldig gepubliceerd in 1909 door Verco.